# 张彬 (1931年)
张彬（1931年7月—2001年11月25日），男，河北正定人，中国人民解放军将领、中国人民解放军中将。

## 生平
1948年，参加中国人民解放军，担任第二十兵团军后勤部见习科员，参加平津战役、太原战役。1950年，加入中国共产党。同年参加朝鲜战争，回国后，担任中共中央军委财务部秘书，总后勤部财务物资部副处长、司令部处长、副参谋长，总后勤部财务部部长，总后勤部副部长。1988年，授予中国人民解放军中将。2001年11月25日，在北京逝世，享年70岁。